# قرار مجلس الأمن التابع للأمم المتحدة رقم 1222
قرار مجلس الأمن التابع للأمم المتحدة رقم 1222، المتخذ بالإجماع في 15 كانون الثاني / يناير 1999، بعد الإشارة إلى القرارات السابقة بشأن كرواتيا بما في ذلك القرارات 779 (1992) و981 (1995) و1147 (1998) و1183 (1998)، أذن المجلس لبعثة مراقبي الأمم المتحدة في بريفلاكا رصد نزع السلاح في منطقة شبه جزيرة بريفلاكا بكرواتيا حتى 15 تموز / يوليو 1999.
ورحب مجلس الأمن بالرفع الأخير للقيود المفروضة على حرية حركة بعثة مراقبي الأمم المتحدة في بريفلاكا وتحسين التعاون من كرواتيا، لكنه لاحظ في الوقت نفسه الانتهاكات الطويلة الأمد لنظام التجريد من السلاح ووجود القوات اليوغوسلافية وأحياناً الكرواتية. ورحب أيضا باستعداد كرواتيا لإعادة فتح نقاط العبور مع الجبل الأسود كتدبير هام لبناء الثقة أدى إلى حركة مرور المدنيين في كلا الاتجاهين.
وحث الطرفان على التنفيذ الكامل لاتفاق بشأن تطبيع العلاقات بينهما، ووقف انتهاكات نظام التجريد من السلاح، وتخفيف حدة التوتر، وكفالة حرية تنقل مراقبي الأمم المتحدة. وطُلب من الأمين العام كوفي أنان النظر في خفض عدد المراقبين العسكريين إلى 22 في ضوء تحسن الظروف. وطُلب إليه أيضا أن يقدم تقريرا إلى المجلس بحلول 15 نيسان / أبريل 1999 بشأن التقدم المحرز نحو إيجاد حل سلمي للنزاع بين كرواتيا وصربيا والجبل الأسود. أخيرًا، كان على قوة تثبيت الاستقرار، المأذون بها في القرار 1088 (1996) ومُددت بموجب القرار 1174 (1998) ، أن تتعاون مع بعثة مراقبي الأمم المتحدة في بريفلاكا.

## روابط خارجية
- نص القرار في undocs.org